# Ampriani
 Ampriani  là một xã ở tỉnh Haute-Corse trên đảo Corse, Pháp. Xã này có diện tích 6 km², dân số năm 1999 là 14 người. Khu vực này có độ cao 560 mét trên mực nước biển. Xã này có chung tổng Moïta-Verde với 13 xã khác: Aléria, Moïta, Campi, Canale-di-Verde, Chiatra, Linguizzetta, Matra, Pianello, Pietra-di-Verde, Tallone, Tox, Zalana và Zuani.